# Potentiel de Stillinger-Weber
Le potentiel de Stillinger-Weber est un potentiel interatomique proposé en 1985 pour la modélisation du silicium. Il est composé de deux termes : un potentiel à deux corps (énergie d'interaction entre deux atomes voisins) et un potentiel à trois corps, ce dernier étant spécifiquement ajouté pour favoriser énergétiquement l'environnement tétraédrique des atomes. 
Ce potentiel constitue un modèle empirique satisfaisant du silicium monocristallin (structure cristalline, paramètre de maille, fréquences de vibrations). Il est fréquemment utilisé dans les calculs de dynamique moléculaire. Il présente également des limites ; entre autres, les structures de surfaces ou les structures de polytypes du silicium ne peuvent être correctement reproduites. Plusieurs modifications ont été proposées pour mieux modéliser ces différentes situations. On peut citer : 
- la modélisation du silicium amorphe[3],
- la modélisation de la surface du silicium[4].